# Ізабелла Льовін

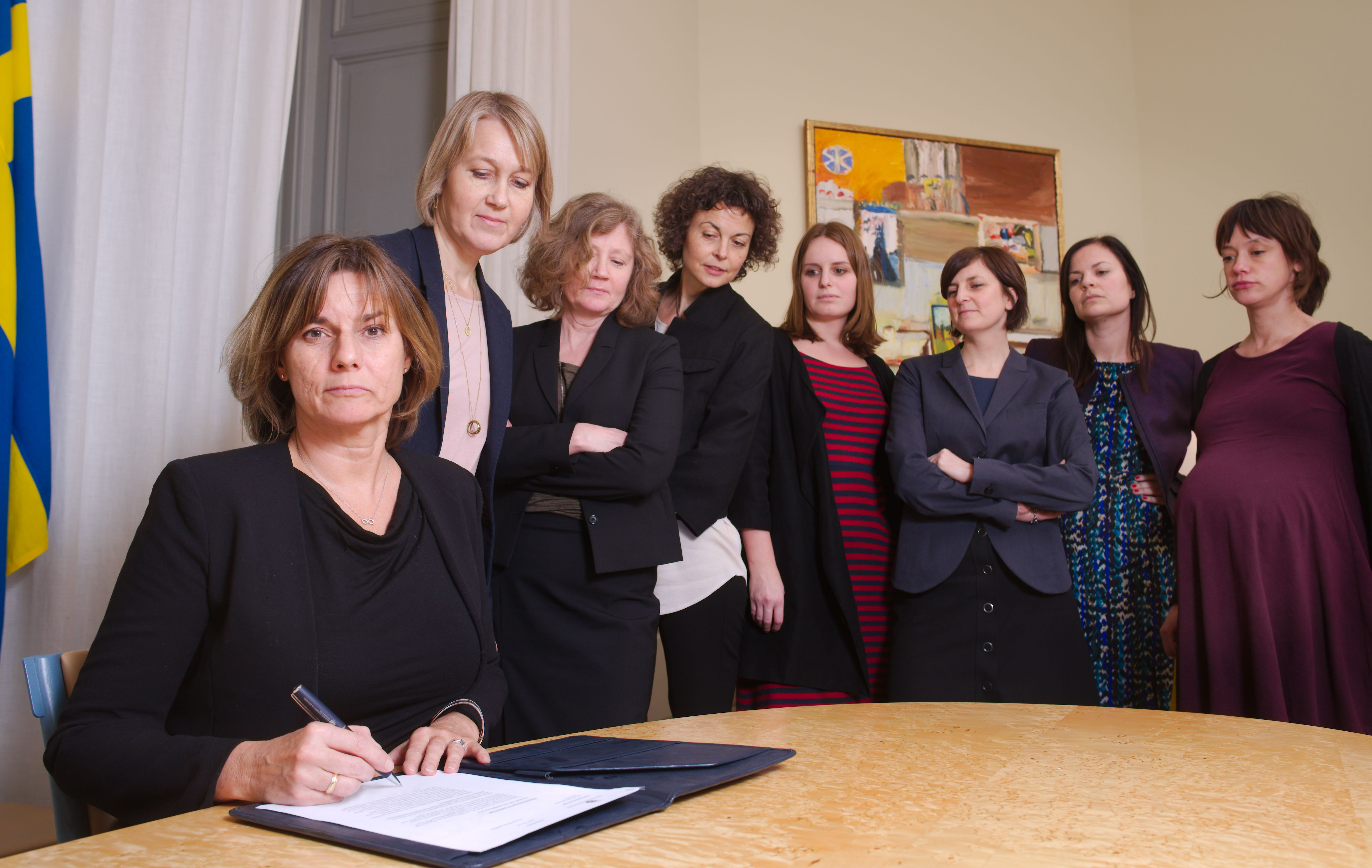
Ізабелла Льовін підписує закон про скорочення викидів парникових газів у Швеції

Ізабелла Льовін (швед. Isabella Lövin; 3 лютого 1963) — шведська політична діячка з Партії зелених, міністерка з питань міжнародного співробітництва з метою розвитку із 2014 до 2019 й із 2019 до 2021 та спікерка Партії зелених із 2016 до 2021, журналістка.
Авторка і журналістка за професією, вона була депутаткою Європарламенту (MEP) з виборів 2009 року до жовтня 2014 року, коли обійняла міністерську посаду. У Європейському парламенті вона займалася питаннями рибного промислу. Нагороджена шведською премією для журналістів Stora Journalistpriset за роботу в галузі журналістики, зокрема, статті про рибальство.

## Біографія
Ізабелла Льовін є дочкою художника Бйорна Льовіна. Вона вивчала кінознавство, політологію, соціологію та італійську мову в Стокгольмському університеті. Також навчалася в університетському коледжі кіно, радіо, телебачення і театру.

## Кар'єра

### Журналістка
Льовін була репортеркою і позаштатною авторкою для Damernas Värld, Veckorevyn, Elle та Vi Föräldrar, а також писала про довкілля у «Зелена неділя», недільному додатку Expressen. З 1994 по 1997 роки працювала репортеркою і продюсеркою на Шведському радіо, для таких програм, як Slussen і Tendens. Пізніше — секретаркою редакції та редакторкою Månadsjournalen (до 2002 року). Також працювала редакторкою кулінарного журналу Allt om Mat, 2003 року — журналу Leva!. 2004 року вона знову стала позаштатною авторкою, а 2005 роцкувела колонку у Allt om Mat та одночасно була вебредакторкою Femina.

### Політична діячка

#### Депутатка Європейського парламенту
Льовін обрана до Європейського парламенту під час виборів до Європейського парламенту в Швеції 2009 року від Партії зелених. Її переобрали на виборах до Європейського парламенту 2014 року та призначили заступницею голови комітету з питань рибальства.

#### Міністерка з питань міжнародного співробітництва з метою розвитку (2014—2019, 2020—2021)
Ізабелла Льовін призначена міністеркою з питань міжнародного співробітництва з метою розвитку 3 жовтня 2014 року Прем'єр-міністром Стефаном Левеном.

#### Спікерка партії Зелених (2016—2021)
9 травня 2016 року Ізабеллу Льовін номінували на посаду однієї з двох спікерів партії зелених як наступницю Оси Ромссон.